# Oreophryne anulata
Oreophryne anulata es una especie de anfibio anuro del género Oreophryne de la familia Microhylidae.

## Distribución geográfica
Es originaria de Filipinas.